# 白蜡樹捲葉癭蚜
白蜡樹捲葉癭蚜（学名：Prociphilus formosanus）为蚜科捲葉綿蚜屬下的一个种。其种加词“formosanus”意为“台湾的”。